# Ренфрюшир
Ре́нфрюшир (англ. Renfrewshire) — область у складі Шотландії. Розташована в центрі країни. Адміністративний центр — Пейслі.

## Найбільші міста
Міста з населенням понад 5 тисяч осіб:
| № | Місто    | Населення, осіб (2006) |
| - | -------- | ---------------------- |
| 1 | Пейслі   | 73 190                 |
| 2 | Ренфрю   | 20 020                 |
| 3 | Джонстон | 15 640                 |
| 4 | Ерскін   | 15 580                 |
| 5 | Лінвуд   | 8 420                  |
| 6 | Г'юстон  | 6 620                  |
| 7 | Елдерслі | 5 170                  |